# Леме (Эна)
Леме́ (фр. Lemé) — коммуна во Франции, находится в регионе Пикардия. Департамент коммуны — Эна. Входит в состав кантона Марль. Округ коммуны — Вервен.
Код INSEE коммуны — 02416.

## Население
Население коммуны на 2010 год составляло 447 человек.
| 1962 | 1968 | 1975 | 1982 | 1990 | 1999 | 2010 |
| ---- | ---- | ---- | ---- | ---- | ---- | ---- |
| 590  | 629  | 444  | 436  | 478  | 474  | 447  |

## Экономика
В 2010 году среди 288 человек трудоспособного возраста (15—64 лет) 201 были экономически активными, 87 — неактивными (показатель активности — 69,8 %, в 1999 году было 65,9 %). Из 201 активных жителей работали 168 человек (95 мужчин и 73 женщины), безработных было 33 (18 мужчин и 15 женщин). Среди 87 неактивных 24 человека были учениками или студентами, 36 — пенсионерами, 27 были неактивными по другим причинам.